# Jared Lewis
Jared Lewis (* 9. März 1982 in Kingstown) ist ein ehemaliger vincentischer Leichtathlet. Er war spezialisiert auf den 100-Meter-Lauf. Seine persönliche Bestzeit lief er im April 2005 in Vincennes, Indiana, mit 10,49 s.
Er trat 2008 bei den Hallenweltmeisterschaften und bei den Olympischen Spielen in Peking an. Dort erreichte er in den Vorläufen den 7. Platz mit 11,00 s.